# Pavel Sivic
Pavel Sivic (født 2. februar 1908 i Radovljica - død 31. maj 1995 i Ljubljana, Slovenien) var en slovensk komponist og lærer.
Sivic studerede komposition på Musikkonservatoriet i Ljublijana hos bl.a. Slavko Osterc, herefeter studerede han på Musikkonservatoriet i Prag hos bl.a. Josef Suk og Alois Hába. Han har skrevet en symfoni, orkesterværker, koncertmusik, kammermusik, operaer, balletmusik, sceneværker, korværker, sange, klaverstykker etc. Sivic umderviste senere i komposition på Musikkonservatoriet i Ljubljana.

## Udvalgte værker
- Symfoni "Tirade" (1991) - for orkester
- "Alternativer" (1963) - for orkester
- "Eringdring" (1978-1979) - for orkester
- Klaverkoncert (1972) - for klaver og orkester
- Violinkoncert (1974) - for violin og orkester
- Cellokoncert (1981) - for cello og orkester